# Ptychadena pujoli
Ptychadena pujoli är en groddjursart som beskrevs av Lamotte och Annemarie Ohler 1997. Ptychadena pujoli ingår i släktet Ptychadena och familjen Ptychadenidae. IUCN kategoriserar arten globalt som otillräckligt studerad. Inga underarter finns listade i Catalogue of Life.